# Большое Ухтинское
Большое Ухтинское — озеро на территории Онежского района Архангельской области.
Площадь озера — 1,3 км². Располагается на высоте 26,2 метров над уровнем моря.
Форма озера лопастная, подковообразная. Берега изрезанные, каменисто-песчаные, местами заболоченные.
С южной стороны озера вытекает протока Ухта, втекающая в озеро Нижнеухтинское, через которое протекает река Ухта), которая, в свою очередь, впадает в реку Нименьгу, впадающую в Онежскую губу Белого моря (Поморский берег).
С севера в озеро впадает безымянный водоток, вытекающий из Канозера.
В озере расположены пять безымянных островов различной площади.
Код объекта в государственном водном реестре — 03010000211102000009327.